# فرانك ن. وولف
فرانك ن. وولف (بالإنجليزية: Frank Nicholas Wolf)‏ هو لاعب كرة قاعدة أمريكي، ولد في 22 فبراير 1897 في ماكيسبورت في الولايات المتحدة، وتوفي في 3 أبريل 1949 في Mt. Lebanon, Pennsylvania ‏ في الولايات المتحدة.